# José Dalvit
José Maria Dalvit MCCJ (* 15. September 1919 in Pressano di Pavia, Lombardei; † 17. Januar 1977 in São Mateus) war ein italienischer Ordensgeistlicher und römisch-katholischer Bischof von São Mateus in Brasilien.

## Leben
José Dalvit trat der Ordensgemeinschaft der Comboni-Missionare bei und empfing am 10. April 1943 das Sakrament der Priesterweihe.
Papst Johannes XXIII. ernannte ihn am 9. Mai 1959 zum ersten Bischof des im Vorjahr neuerrichteten Bistums São Mateus. Der Apostolische Nuntius in Brasilien, Erzbischof Armando Lombardi, spendete ihm am 29. Juni desselben Jahres die Bischofsweihe; Mitkonsekratoren waren der Erzbischof von Vitória, João Batista da Mota e Albuquerque, und der Prälat von Santo Antônio de Balsas, Diego Parodi MCCJ.
Er nahm an allen vier Sitzungsperioden des Zweiten Vatikanischen Konzils als Konzilsvater teil.
Am 14. Mai 1970 nahm Papst Paul VI. seinen gesundheitsbedingten Verzicht auf das Bistum São Mateus an und ernannte ihn zum Titularbischof von Sullectum. Am 16. März des folgenden Jahres verzichtete er aufgrund der geänderten Vergaberichtlinien auf den Titularsitz Sullectum.
Am 5. Oktober 1973 ernannte ihn Papst Paul VI. zum Titularbischof von Munatiana und zum Weihbischof in Belo Horizonte.
Sein Grab befindet sich in der alten Kathedrale von São Mateus.